# Olibrus flavicornis
Olibrus flavicornis är en skalbaggsart som först beskrevs av Sturm 1807.  Olibrus flavicornis ingår i släktet Olibrus, och familjen sotsvampbaggar. Arten är reproducerande i Sverige.